# Hamidiyeh (shahrestan)
Hamidiyeh (persiska: شهرستان حمیدیّه, Shahrestan-e Hamidiyeh) är en delprovins (shahrestan) i Iran. Den ligger i provinsen Khuzestan, i den västra delen av landet. Administrativt centrum är staden Hamidiyeh.
Delprovinsen hade 53 762 invånare 2016.